# کوجیرو شیمیزو
کوجیرو شیمیزو (انگلیسی: Kojiro Shimizu؛ زادهٔ ۱۰ نوامبر ۱۹۶۴) بازیگر، خوانندگی اهل ژاپن است.